# Fenazopirydyna
Fenazopirydyna (łac. Phenazopyridinum) – organiczny związek chemiczny z grupy azozwiązków.

## Spektrum działania
Wykazuje działanie bakteriobójcze wobec bakterii Gram-dodatnich, słabiej wobec bakterii Gram-ujemnych. Silnie i długotrwale działa miejscowo znieczulająco. Wykazuje aktywność bakteriobójczą zarówno w środowisku kwaśnym, jak i zasadowym.

## Zastosowanie
W postaci chlorowodorku znalazł zastosowanie jako lek odkażający w zakażeniach układu moczowego. Lek starej generacji, wprowadzony do lecznictwa przez Bernharda Jossa w 1932 roku. Fenazopirydyna jest obecnie stosowana coraz rzadziej. Lek o znacznej toksyczności przy podawaniu doustnym. Nie powinien być stosowany dłużej niż 2 dni (dłużej tylko wyjątkowo – w uzasadnionych wskazaniach).

## Przeciwwskazania
- Niewydolność nerek i wątroby
- Stosowanie leków wywołujących methemoglobinemię[7]

## Preparaty
Preparaty polskie
- Nefrecil tabl. 0,1 g (chlorowodorku fenazopirydyny) x 20 szt. / Farmaceutyczno-Chemiczna Spółdzielnia Pracy Labor – Wrocław. Pod koniec 2008 roku produkcja preparatu Nefrecil została zakończona. Według informacji producenta nie będzie już kontynuowana[potrzebny przypis].

Preparaty dostępne na świecie
- Cistalgina tabl. 0,2 g (chlorowodorku fenazopirydyny) / Fortbenton Co. Laboratoires – Argentyna